# Выборы мэра Крайстчерча (2010)
Выборы мэра Крайстчерча 2010 года (англ. Christchurch mayoral election) — часть выборов в местные органы власти Новой Зеландии, которые состоялись 9 октября 2010 года. На этих выборах избирался мэр Крайстчерча и прочие представители органов власти. Действующий на тот момент мэр, Боб Паркер, был переизбран.

## Выборы в местные органы власти
9 октября 2010 года в Новой Зеландии прошли выборы в местные органы власти, на которых был избран мэр Крайстчерча, 13 членов городского совета Крайстчерча, представляющих 7 избирательных округов, представители городского общественного совета, а также члены управления здравоохранения Кентербери. В 2010 году в ходе выборов не избирались члены регионального совета Кентербери, поскольку правительство на основании доклада бывшего заместителя премьер-министра, Уайетта Крича, приняло решение о том, что члены регионального совета будут назначаться на должность из группы уполномоченных лиц. Главой этой группы стала Маргарет Бэзли.
Выборы в местные органы власти проводятся в Новой Зеландии каждые три года при помощи голосования по почте.

## Хронология
Регистрация кандидатов была открыта с 23 июля по 20 августа 2010 года. Бланки для голосования были доставлены населению 17 сентября 2010 года.
Согласно разделу 10 закона о выборах в местные органы власти (англ. Local Electoral Act 2001), «выборы представителей местных органов власти проводятся во вторую субботу октября каждые три года» с момента вступления закона в силу. Население начинает голосовать за 22 с половиной дня до дня выборов. Приём голосов прекращается в полдень дня выборов.

## Кандидаты

### Заявившие об участии в выборах
Кандидатами, публично заявившими о своих намерениях участвовать в выборах мэра Крайстчерча были: действующий на тот момент мэр Боб Паркер (который объявил о своём желании быть переизбранным на второй срок в 2009 году), Лиз Гордон (англ. Liz Gordon) и Питер Уэйкман (англ. Peter Wakeman).
6 мая 2010 года известный левый политик Джим Андертон объявил о своём намерении участвовать в выборах мэра Крайстчерча. Он заявлял, что не откажется от своего места в парламенте, будучи депутатом от Уиграма, во избежание довыборов, ссылаясь на их стоимость. Однако после землетрясения 2010 года он заявил, что готов отказаться от своего места в парламенте в случае избрания его мэром, для того, чтобы сосредоточиться на потребностях города, восстанавливающегося после землетрясения.
Натан Райан (англ. Nathan Ryan) также объявил о своём участии в выборах мэра Крайстчерча в качестве независимого кандидата. Помимо этого, он баллотировался в городской и общественный советы Крайстчерча по избирательному округу Хэгли-Ферримид. Райан участвовал и в предыдущих выборах в местные органы власти в 2007 году.

### Отказавшиеся от участия в выборах
Изначально Лиз Гордон была одним из кандидатов на пост мэра Крайстчерча. Вслед за выставлением кандидатуры Андертона она подтвердила, что не будет покидать предвыборную гонку. Однако 19 июля 2010 года она изменила своё решение, заявив: 

Если я останусь в гонке, я думаю это (голосование) закончится в пользу Боба Паркера, а я бы этого не хотела.Оригинальный текст (англ.)If I stayed in the race, I think it (the vote) could have ended up going to Bob Parker and that's the last thing I want.
 Она предполагала, что если она не снимет свою кандидатуру, то голоса, отданные за левых, будут разделены, так как по её сведениям, за неё могли бы проголосовать около 10 % избирателей. Для сравнения, по результатам исследования UMR, опубликованного в июне 2010 года, за неё готовы были проголосовать 4 % избирателей.
Керри Бёрк, бывший спикер палаты представителей в парламенте Новой Зеландии, член регионального совета Кентербери рассматривался в качестве возможного кандидата на пост мэра Крайстчерча. 3 июня 2010 года он заявил, что поддержит кандидатуру Андертона на пост мэра, а сам будет баллотироваться в городской совет Крайстчерча от избирательного округа Спрейдон-Хиткот (англ. Spreydon-Heathcote).
В конце 2009 года Джо Кейн (англ. Jo Kane) рассматривала возможность участия в выборах мэра Крайстчерча. Она была заместителем мэра округа Уаимакарири, а затем членом регионального совета Кентербери. В июне 2010 года она заявила, что будет участвовать в выборах мэра Уаимакарири. Другими кандидатами на этот пост были: член совета Уаимакарири, бывший заместитель мэра, Дэвид Айерс (англ. David Ayers), действующий мэр Рон Китинг (англ. Ron Keating) и Питер Уэйкман (англ. Peter Wakeman), претендующий также на пост мэра Крайстчерча.

## Данные опросов
Землетрясение 4 сентября 2010 года внесло существенные коррективы в выборы мэра. До землетрясения, несмотря на то, что Боб Паркер был действующим мэром, по результатам опросов общественного мнения его рейтинг был ниже, чем у его основного конкурента, Джима Андертона. После землетрясения Боб Паркер стал появляться на телевидении в прайм-тайм, отвечая на вопросы журналистов, в то время как СМИ не уделяли такого внимания Джиму Андертону. Обращения Паркера к жителям города были очень высоко оценены, и по результатам последующих опросов Паркер получил лидерство среди избирателей. 88 % опрошенных считали, что Паркер очень хорошо справился со своими обязанностями во время ликвидации последствий землетрясения.
| Источник     | Дата опроса (публикации)                  | Андертон | Паркер | Остальные | Не определились | Погрешность | Опрошено, чел. |
| ------------ | ----------------------------------------- | -------- | ------ | --------- | --------------- | ----------- | -------------- |
| UMR Research | с 27 мая по 7 июня 2010 (14 июня 2010)    | 46 %     | 21 %   | 11 %      | 22 %            | ±5.2 %      | n = 500        |
| Press        | (28 августа 2010)                         | 50 %     | 31 %   | 1 %       | 18 %            | ±4.0 %      | n = 600        |
| UMR Research | (29 сентября 2010)                        | 41 %     | 55 %   | -         | -               | ±5.2 %      | n = 361        |
| Press        | с 24 по 29 сентября 2010 (2 октября 2010) | 20 %     | 36 %   | 1 %       | 44 %            | ±5.2 %      | n = 400        |

## Результаты
Действующий на момент выборов мэр Крайстчерча, Боб Паркер, был переизбран с бо́льшим количеством голосов.
| Выборы мэра Крайстчерча, 2010 | Выборы мэра Крайстчерча, 2010                     | Выборы мэра Крайстчерча, 2010                       | Выборы мэра Крайстчерча, 2010 | Выборы мэра Крайстчерча, 2010 | Выборы мэра Крайстчерча, 2010 |
| Партия                        | Партия                                            | Кандидат                                            | Голоса                        | %                             | ±%                            |
| ----------------------------- | ------------------------------------------------- | --------------------------------------------------- | ----------------------------- | ----------------------------- | ----------------------------- |
|                               | Позитивное будущее (англ. A Positive Future)      | Боб Паркер                                          | 70 193                        | 53,42                         | +7,97                         |
|                               | Народный мэр (англ. The People's Mayor)           | Джим Андертон                                       | 53 604                        | 40,79                         |                               |
|                               |                                                   | Натан Райан (англ. Nathan Ryan)                     | 1884                          | 1,43                          |                               |
|                               | Наша вода, наш город (англ. Our Water Our City)   | Рик Тиндалл (англ. Rik Tindall)                     | 1330                          | 1,01                          |                               |
|                               | Независимый кандидат                              | Брэд Максвелл (англ. Brad Maxwell)                  | 1048                          | 0,8                           |                               |
|                               | Блэра в мэры (англ. Blair for Mayor)              | Блэр Андерсон (англ. Blair Anderson)                | 862                           | 0,66                          | -0,21                         |
|                               |                                                   | Боб Томкинс (англ. Bob Tomkins)                     | 508                           | 0,39                          |                               |
|                               | Независимый кандидат                              | Кейн Гаррисон (англ. Kayne Harrison)                | 457                           | 0,35                          |                               |
|                               |                                                   | Брайан Стир (англ. Brian Steer)                     | 415                           | 0,32                          |                               |
|                               |                                                   | Байрон Кларк (англ. Byron Clark)                    | 309                           | 0,24                          | -0,46                         |
|                               |                                                   | Киран Галлахер-Пауэр (англ. Kieran Gallagher-Power) | 290                           | 0,22                          |                               |
|                               | peterwakeman.org                                  | Питер Уэйкман (англ. Peter Wakeman)                 | 281                           | 0,21                          | -1,59                         |
|                               | Экономическая евтеника (англ. Economic Euthenics) | Майкл Хансен (англ. Michael Hansen)                 | 170                           | 0,13                          | -0,09                         |
|                               | Пятьдесят первый штат                             | Паулус Телфер (англ. Paulus Telfer)                 | 58                            | 0,04                          | -0,24                         |

## Статистика голосования
Явка на выборах в местные органы власти падала на протяжении нескольких лет. В 2010 году явка составила 51,68 %, что значительно выше минимума явки, зафиксированного в 2004 году. Повышенный интерес к выборам был вызван произошедшим незадолго до них землетрясением. В следующей таблице приведены данные о голосовании на выборах местных органов власти с 1989 года:
|                        | 1989    | 1992    | 1995    | 1998    | 2001    | 2004    | 2007    | 2010     |
| Избирателей по спискам | 200 915 | 208 533 | 215 621 | 223 832 | 227 793 | 235 930 | 251 173 | [ nb 1 ] |
| Проголосовало          | 121 680 | 105 982 | 107 450 | 116 511 | 110 068 | 91 027  | 102 495 | [ nb 2 ] |
| Процент явки           | 60,56 % | 50,82 % | 49,83 % | 52,05 % | 48,32 % | 38,58 % | 40,81 % | 51,68 %  |

Комментарии:
1. ↑  Количество избирателей не указано
2. ↑  Количество проголосовавших не указано